# La Legette
La Legette est une montagne de France située dans le massif du Beaufortain, en Savoie, au-dessus de la station de sports d'hiver des Saisies.

## Géographie
Culminant à 1 865 mètres d'altitude, elle se situe sur la crête reliant le mont Joly au nord-est au signal de Bisanne au sud-ouest. Elle est entourée par la vallée du Dorinet où se trouve le village de Hauteluce au sud-est, la vallée du Doron où se trouve le village de Beaufort au sud, le col des Saisies où se trouve la station de sports d'hiver du même nom et au-delà le signal de Bisanne à l'ouest, le col de la Lézette et au-delà le Chard du Beurre au nord-nord-ouest et le col de la Legette et au-delà le mont Clocher au nord-est.
Sur ses pentes boisées se trouvent des remontées mécaniques — trois télésièges et deux téléskis — et des pistes de ski des Saisies faisant partie du domaine skiable de l'Espace Diamant. Le sentier de grande randonnée de pays Tour du Beaufortain passe sous le sommet de la montagne, sur son ubac.

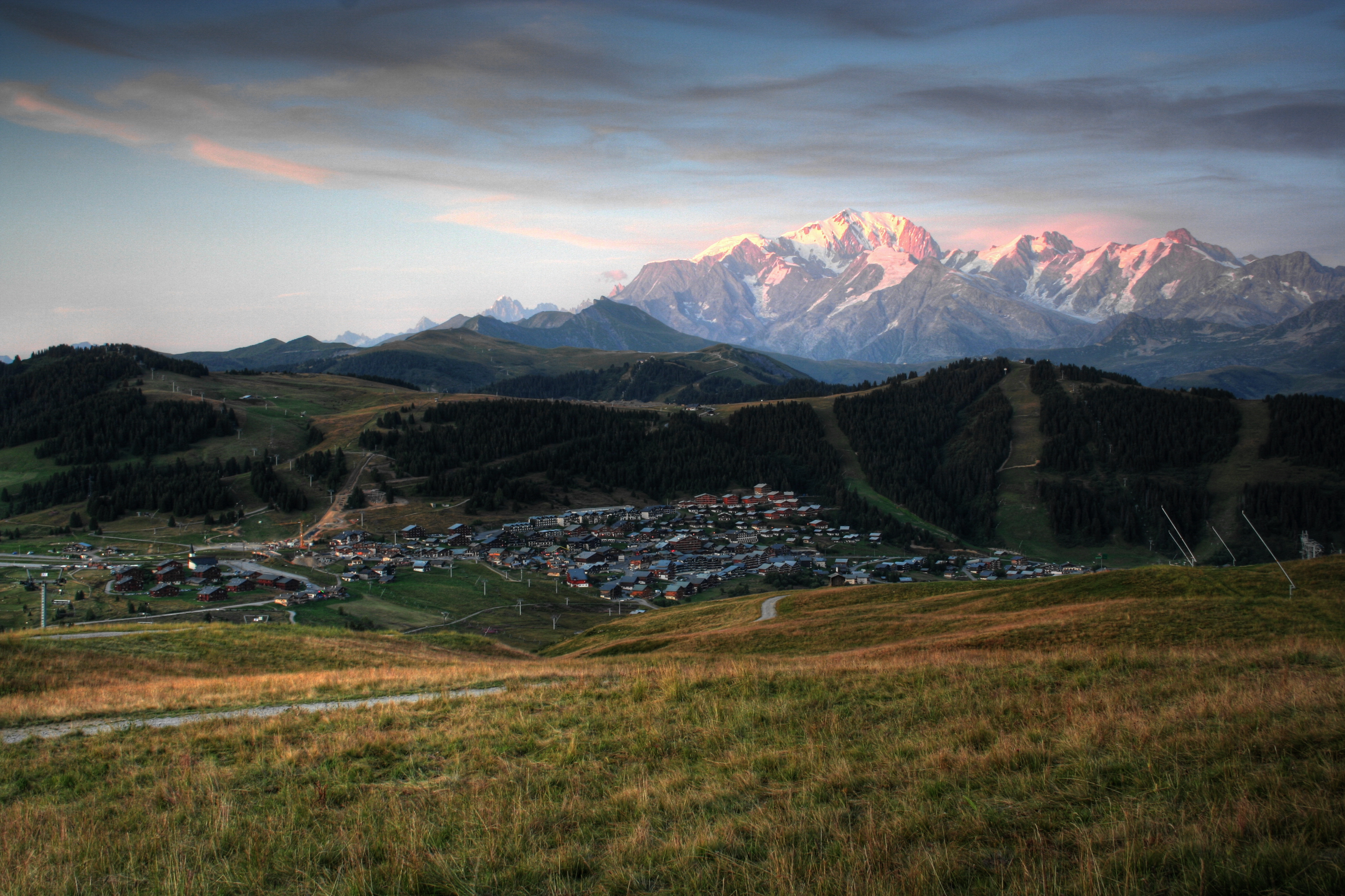
Vue depuis les pentes du signal de Bisanne des Saisies dominées par le Chard du Beurre (à gauche) et de la Legette (à droite) avec au loin le massif du Mont-Blanc.

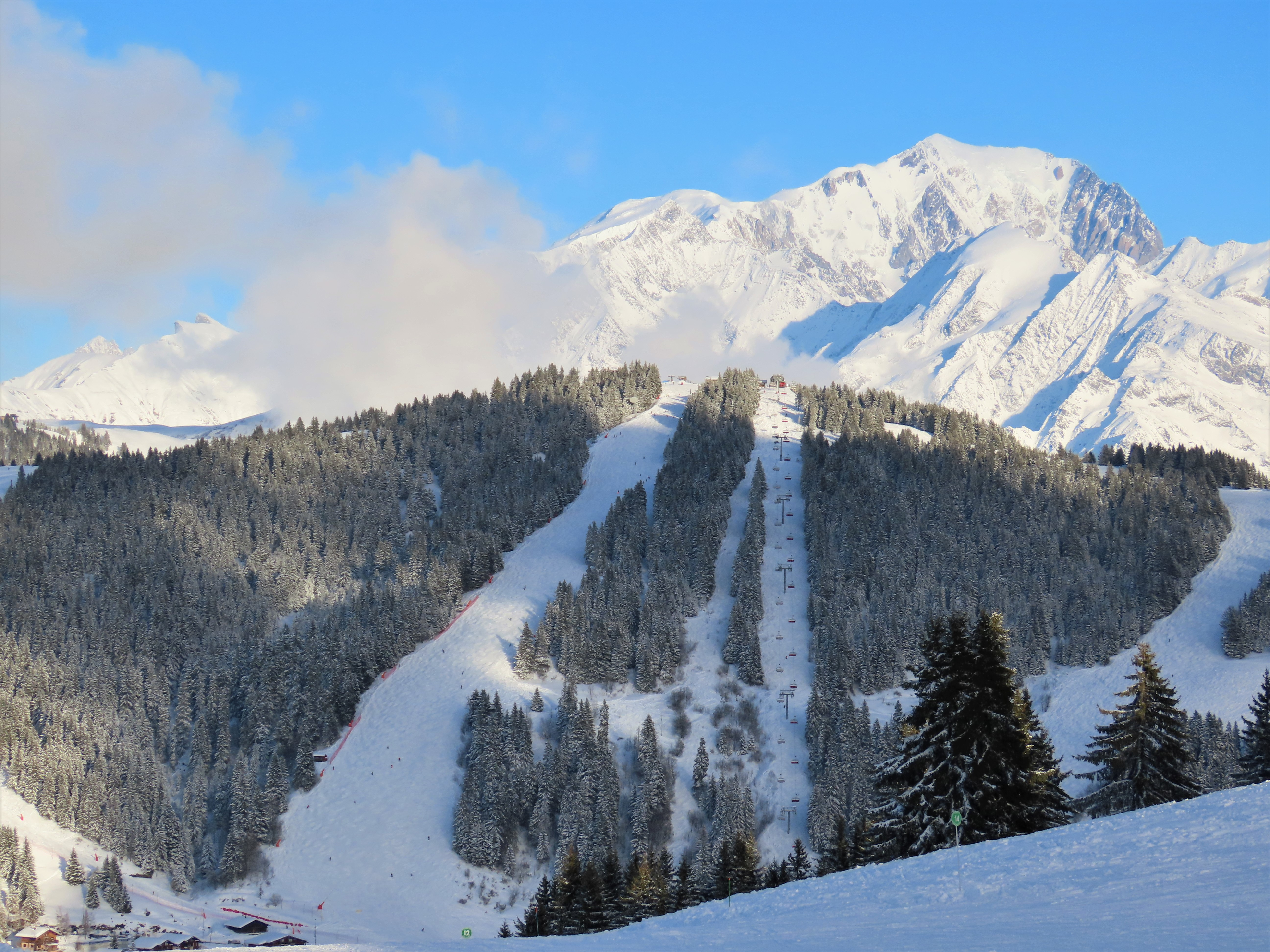
Vue hivernale de la Legette et du massif du Mont-Blanc en arrière-plan depuis le mont Bisanne au sud-ouest.